# Adéta
Adéta est une localité située dans la région des Plateaux, au sud-ouest du Togo, dans la préfecture de Kpélé. Elle se trouve à une latitude de 7.123231 et une longitude de 0.729244, avec une altitude moyenne de 274 mètres au-dessus du niveau de la mer.

## Géographie
Adéta est entourée de paysages verdoyants caractéristiques de la région des Plateaux. La localité bénéficie d'un climat propice à l'agriculture, principale activité économique de ses habitants.

## Population et société
La population d'Adéta est majoritairement composée de membres de l'ethnie Éwé. Les habitants sont principalement engagés dans l'agriculture , cultivant diverses denrées pour subvenir à leurs besoins et pour le commerce local.

## Économie
L'économie locale repose essentiellement sur l'agriculture. Les cultures pratiquées incluent le maïs, le manioc, l'igname et diverses autres cultures vivrières. Les marchés locaux jouent un rôle central dans l'échange de biens et de services.

## Infrastructures et services
Adéta dispose de services de base pour ses habitants, y compris des établissements scolaires et des centres de santé. Les infrastructures routières relient la localité aux villes voisines, facilitant ainsi les échanges commerciaux et culturels.

## Culture et patrimoine
La localité est riche en traditions culturelles, avec des festivals et des cérémonies qui rythment la vie communautaire. La musique et la danse occupent une place importante dans les célébrations locales.